# Pathosray
I Pathosray sono un gruppo musicale progressive metal italiano, originario del Triveneto.

## Storia

### Le origini dei Pathosray negli N.D.E.
Nel 2000 il batterista Ivan Moni Bidin, assieme al cantante Marco Sandron ed al chitarrista Luca Luison, fondarono la band chiamata N.D.E. prendendo ispirazione da generi dell'Heavy metal, del Progressive metal e del Symphonic prog. Fu in questo periodo che realizzarono i brani che andranno a formare la prima demo intitolata Strange Kind Of Energies e rilasciata nel 2001 con il nuovo nome di Pathosray.
Dopo qualche anno di concerti il terzetto si ampliò con l'ingresso del bassista Fabio D’Amore e del tastierista Gianpaolo Rinaldi per realizzare, da lì a breve, il secondo demo intitolato Deathless Crescendo (2006) che presentava 4 brani di power, melodic e prog metal che ottennero consensi dalla critica per originalità, strutture, e potenza sonora. Proprio grazie all'ottimo riscontro di critica, i Pathosray svolsero un tour nazionale con molti concerti in tutta la penisola.

### Pathosray, il disco
I consensi critici ottenuti da Deathless Crescendo spinsero la band ad entrare all'Angel's Wings studio di Nico Odorico e Mattia Sartori per realizzare il loro primo album, trovando anche un contratto discografico con la statunitense Sensory Records. Il miraggio del disco fu invece curato da Tommy Hansen nel danese Jailhouse Studios, già tecnico del suono per band come Jorn, TNT, Beyond Twilight, Helloween, Pretty Maids. L'omonimo Pathosray uscì così il 23 ottobre 2007 negli Stati Uniti e poi in Europa, Canada e più tardi in Giappone tramite la Marquee/Avalon. L'album comprendeva la riesecuzione e ri-registrazione di brani già presenti nei due precedenti demo, assieme a nuovi brani come l’introduzione Free Of Doubt e poi Scent Of Snow e In Salicis Umbra, il tutto confezionato in una copertina curata dal grafico svedese Mattias Norén noto anche per le sue collaborazioni artistiche con numerosi gruppi, tra cui Arena, Ayreon, Circus Maximus, Derek Sherinian, Evergrey, ed era dominato da liriche fantasy basate sul tema del "rapporto tra uomo e natura". Al disco seguì un breve tour italiano e, nel 2008, un lungo tour negli USA che li vide anche partecipare al ProgPower USA Festival prima e poi, come parte del tour europeo, al ProgPower Europe Festival tenutosi nei Paesi Bassi.

### Sunless Skies
Negli anni successivi la band vede alcuni cambi di formazione, con la sostituzione di Luca Luisonda con il nuovo chitarrista Alessio Velliscig. Con la formazione rinnovata i Pathosray entrarono al Artesonika Studios sul finire del 2008 assieme ai tecnici del suono Ivan Moni Bidin e Fabio D’Amore, per poi concludere miraggio e mastering ai Fascination Street Studios con gli svedesi Johan Ornborg e Jens Bogren, già collaboratori di band come Symphony X, Hammerfall, Opeth, Katatonia. Esce così nel 2009 il loro secondo lavoro ufficiale intitolato Sunless Skies (Frontiers Records), che mescolava sonorità più propriamente "prog metal alla via italiana del prog rock degli anni 70", anche grazie ad una semplificazione delle partiture che danno più rilevanza alle componenti melodiche senza rinunciare ai virtuosismi tecnici tipici del genere. Il disco ottenne buoni riscontri da parte della critica di settore, tanto che il loro brano Behind The Shadows fu anche inserito nella compilazione Let The Hammer Fall Vol. 76. allegata alla rivista ungherese Metal & Hard Rock Hammer World. Il tour europeo che ne seguì li vide anche sul palco del ProgPower Scandinavia Festival.

## Formazione
- Marco Sandron – voce
- Alessio Velliscig – chitarra
- Fabio D'Amore – basso
- Ivan Moni Bidin – batteria
- Gianpaolo Rinaldi – tastiera

## Discografia

### Demo
- 2002 – Strange Kind of Energy
- 2006 – Deathly Crescendo

### Album in studio
- 2007 – Pathosray
- 2009 – Sunless Skies